# 八栗登山口站
八栗登山口站（日语：／ Yakuri-tozanguchi eki */?）是位於香川縣高松市牟禮町牟禮，八栗纜索的車站。
車站大樓內設有四國纜索總部。

## 歷史
- 1931年（昭和6年）2月15日 - 八栗登山鐵道八栗登山口至八栗山上之間開通[1]。
- 1944年（昭和19年）2月11日 - 八栗登山口至八栗山上之間暫停服務。以供出物資。
- 1960年（昭和35年）12月25日 - 八栗登山口至八栗山上之間廢除。
- 1964年（昭和39年）12月28日 - 八栗纜索八栗登山口至八栗山上之間開通。

## 車站周邊
- 香川縣道146號八栗牟禮線（日语：香川県道146号八栗牟礼線）

## 接駁交通
車站附近沒有巴士等公共交通工具。從車站需要步行才可到達琴電八栗站。曾經琴電巴士設有八栗纜索線巴士路線，該路線在1990年代已經取消。
在時間表中，從八栗站步行20分鐘才到達此站，由於是上坡，步行較快需要20分鐘，步行較慢需要30分鐘。
最近的巴士站是經琴電巴士庵治線「祈岩、與一公園前」巴士站（從車站步行約20分鐘）。

## 相鄰車站
四國纜索
八栗纜索
八栗登山口－八栗山上

## 注腳
1. ↑  「地方鉄道運輸開始」《官報》931年2月23日（國立國會圖書館數碼化收藏）